# Font del Conill
La Font del Conill és una font i àrea recreativa que es troba al terme municipal d'Espolla, a l'Alt Empordà. Està situada a uns 2,5 km del nucli urbà, al costat de la riera de l'Orlina.
El paratge on se situa la font fou propietat de la família Mascort, antiga família de propietaris rurals del poble, com també de la Font de la Viuda. Aquesta família se va vendre, com la majoria de la seva propietat a la família Espelt a la dècada de 1980. L'octubre de 1994 la família Espelt-Garriga va fer donació del paratge al municipi d'Espolla i des de llavors és propietat municipal. Aquesta donació va permetre arranjar-la i crear l'àrea recreativa que és avui dia, amb taules i de fusta i d'obra.
La construcció original comptava, a més del brollador de la font amb una taula rodona feta a partir d'una mola de molí i inaugurada el 1950. En aquesta construcció s'hi van col·locar dues inscripcions, una amb el nom de la font i la data de construcció. En l'altra s'hi pot llegir
```
En aquest lloc somrient
El manantial caudalós
Us sigui ben agradós
```

També hi havia una barraca amb una taula interior. Dins d'aquesta barraca hi ha una inscripció on es va marcar el nivell de les aigües de l'anomenat Aiguat de Sant Aureli del 12 de novembre de 1999.
Seguint el camí que mena a la font i a un quilòmetre d'aquesta s'hi pot visitar el Dolmen del Barranc.